# دنیل ماتسوزاکا
دنیل ماتسوزاکا (ژاپنی: 松坂 暖؛ زادهٔ ۱۳ اوت ۱۹۹۷) یک بازیکن فوتبال اهل ژاپن است.
از باشگاه‌هایی که در آن بازی کرده‌است می‌توان به باشگاه فوتبال کاتالر تویاما اشاره کرد.